# USS Flier (SS-250)
USS Flier (SS-250) – amerykański okręt podwodny typu Gato, pierwszego masowo produkowanego wojennego typu amerykańskich okrętów podwodnych. W trakcie wojny podwodnej na Pacyfiku zatopił japońskie jednostki o łącznej pojemności 10 380 ton.